# Кларенс, Джума
Джума Джамал Кларенс (англ. Juma Jamal Clarence; 17 марта 1989 год; Порт-оф-Спейн, Тринидад и Тобаго) — тринидадский футболист, нападающий клуба «Пойнт-Фортин Сивик».

## Карьера
Начинал свою карьеру в местном клубе «Юнайтед Петротрин». В сезоне 2009/10 Кларенс выступал за команду первой турецкой лиги «Хаджеттепе». В 2011 году нападающий вернулся на родину. В составе «Дабл-Ю Коннекшна» он становился чемпионом Тринидада и Тобаго, сыграл два матча в Лиге чемпионов КОНКАКАФ.

## Сборная
В 2009 году Джума Кларенс в составе молодежной сборной страны принимал участие в Чемпионате мира среди молодёжных команд в Египте. На турнире он отметился голом в ворота сборной Италии.
За сборную Тринидада и Тобаго Кларенс сыграл два матча.

## Достижения
- Чемпион Тринидада и Тобаго (1): 2013/14.
- Обладатель Кубка Тринидада и Тобаго по футболу (1): 2011/12, 2012/13, 2013/14.